# بويان بافلوفيتش
بويان بافلوفيتش (بالصربية: Бојан Павловић)‏ (8 نوفمبر 1986 في صربيا - ) هو لاعب كرة قدم صربي (وحمل سابقاً جنسية صربيا والجبل الأسود) في مركز حراسة المرمى. لعب مع اف كي مقدونيا والنجم الأحمر بلغراد وغرافيتشار بيوغراد ونادي أو إف كيه بيوغراد ونادي زستافوني ونادي ساراييفو ونادي قره باغ وهبوعيل عسقلان ‏ وFK Radnički Pirot ‏ وFK Palilulac Beograd ‏ وبيزانيا نوفي بلغراد ‏.

## وصلات خارجية
- بويان بافلوفيتش على موقع قاعدة بيانات كرة القدم.إي يو (الإنجليزية)
- بويان بافلوفيتش على موقع Soccerway.com (الإنجليزية)